# Frăția

Steagul Revoluției Române de la 1848 din Țara Românească
Pe steag este scris Dreptate ... Frăție.

 Frăția  a fost o societate secretă înființată în 1843 de Nicolae Bălcescu, Ion Ghica și Christian Tell, la care au aderat ulterior și alți pașoptiști, precum Alexandru G. Golescu-Negru, C. A. Rosetti și alții.
Deviza societății era „Dreptate, Frăție”. S-a constituit și o filială la Paris, al cărei secretar era C. A. Rosetti: Societatea studenților români.

## Fundal istoric
Valahia și capitala ei erau râvnite aproape „pe față” de ruși.
Testamentul lui Petru I, pe care ei îl calificau „apocrif” pentru a adormi vigilența celorlalte puteri europene, îi obseda aproape dureros.
Dacă rușii ar fi ocupat definitiv Moldova și Valahia, ar fi ajuns la Dunăre, la câteva sute de kilometri de Constantinopol, ținta primordială din Testament.

## Constituirea Frăției
Pentru a se opune acestei intenții și a salva națiunea, tinerii boieri luminați au pus atunci bazele unor societăți secrete, cea mai cunoscută fiind Frăția.
În același scop, cei mai mulți dintre membrii acestor societăți au intrat în lojile masonice propriu-zise; astfel, gândeau ei, vor putea stabili legaturi externe, „invizibile”, strânse și puternice.